# Maurus Oestreich
Maurus Oestreich (auch Morris oder Maurice; * 15. Januar 1836 in Oberbimbach; † 13. August 1912 in St. Clair (Pennsylvania), USA) war ein US-amerikanischer Orgelbauer deutscher Herkunft. Er wanderte 1855 nach Pennsylvania in den USA aus.

## Familie
Maurus Oestreich war der dritte von vier Söhnen des Orgelbauers Adam Joseph Oestreich (1799–1843) aus dessen Ehe mit Margarete geb. Gärtner (1805–1857). Seine beiden älteren Brüder Emil Michael (* 1832 in Oberbimbach, † 1857 ebenda) und Maximilian (* 1834 in Oberbimbach, † nach 1872 in den USA) wurden ebenfalls Orgelbauer und waren somit Mitglieder der letzten der fünf Generationen von Orgelbauern der Familie Oestreich.
Maurus Oestreich lernte, wie auch seine beiden älteren Brüder, in der väterlichen Werkstatt in Oberbimbach. Nach dem Tod seines Vaters heiratete dessen jüngerer Bruder Augustin Oestreich (1807–nach 1855) 1844 dessen Witwe Margarete und kümmerte sich somit um deren Kinder Monika (* 1829), Emil Michael, Maximilian, Maurus, Mathilde (* 1838) und Damian (1843–1913). 1855 wanderten Augustin, Maximilian und Maurus in die USA aus. Sie ließen sich dort in dem 1850 gegründeten und 1857 inkorporierten Ort Ashland, in Pennsylvania nieder und betrieben eine Orgel- und Holzbauwerkstatt im benachbarten Pottsville.

## Wirken
Maurus Oestreich, der nun auch Morris oder Maurice genannt wurde, und Maximilian (Max) Oestreich übernahmen die Werkstatt ihres Stiefvaters in Pottsville, wobei Max führend war („Oestreich & Brother Organ & Melodion Manufactory, Pottsville, Pa., Max Oestreich, proprietor“). Sie fertigten Orgeln, Tischler- und Holzbauarbeiten und, da sie sich inmitten eines Steinkohlebergbaureviers befanden, auch Grubenstempel und Kohlebrecher.
Nach dem Beginn des Amerikanischen Bürgerkriegs trat Maurus/Maurice Oestreich am 23. September 1861 als Freiwilliger in die an diesem Tage gebildete B-Company des 96th Pennsylvania Infantry Regiments ein. Er diente in dieser Einheit bis zu deren Demobilisierung am 21. Oktober 1864.
Bald danach zog er in das Pottsville benachbarte St. Clair, wo er seine eigene Tischlerei, Orgelwerkstatt und Holzbauwerkstatt betrieb. Er heiratete Katherine Anschutz oder Anschitz (1840–1907), eine Deutsche aus Crow Hollow, einem Bergmannsweiler knapp zwei Kilometer westlich von St. Clair, mit der er neun Kinder aufzog, und wurde ein erfolgreicher und angesehener Mann im Ort. Er baute die Orgeln in der St. Bonifacius Church in St. Clair und in weiteren katholischen Kirchen in Pottsville und Umgebung und fertigte und reparierte Kirchenmobiliar wie Altäre und Kruzifixe. Wohlhabend wurde er jedoch mit dem Bau von Kohlebrechern. Seine Frau war Hebamme und Krankenschwester und fuhr an Sonntagen mit ihrem Ehemann zu Krankenbesuchen in St. Clair und umliegenden Bergmannsweilern.
Noch im Jahre 1890 ist er als Maurice Oestreich, carpenter („Tischler“), in St. Clair bekundet. Er starb am 13. August 1912 und wurde auf dem Friedhof der Saint Bonifacius Church (auch German Cemetery genannt) bestattet.
Neben den von ihm gebauten Orgeln in St. Clair und umliegenden Gemeinden ist bisher nur noch die 1870 eingeweihte, nicht mehr erhaltene Orgel in der Columbia Avenue Methodist Episcopal Church in Philadelphia bekannt.